# Viorel Sergovici (Kameramann)
Viorel Sergovici (* 11. Februar 1970 in Bukarest, Sozialistische Republik Rumänien) ist ein rumänischer Kameramann.

## Karriere
Viorel Sergovici ist der Sohn des rumänischen Regisseurs Viorel Sergovici (1947–2012). Seit Anfang der 1990er Jahre arbeitete Sergovici als Kameraassistent und übernahm vereinzelt auch die Hauptverantwortung bei der Kamera bei Fernsehproduktionen. Insgesamt kommt er auf über 90 Film- und Fernsehproduktionen als hauptverantwortlicher Kameramann. Für seine Kameraarbeit an dem von Cristi Puiu inszenierten Filmdrama Aurora wurde er 2010 beim Internationalen Filmfestival Karlovy Vary für die Beste Kamera ausgezeichnet und 2012 für den rumänischen Filmpreis Gopo für die Beste Kamera nominiert.

## Filmografie (Auswahl)
- 1997: Der Junge, der auszog, das Zaubern zu lernen (Johnny Mysto: Boy Wizard)
- 1997: Phantom Town
- 1998: Talisman – Das Tor zur Hölle (Talisman)
- 2002: Taboo – Das Spiel zum Tod (Taboo)
- 2004: Madhouse – Der Wahnsinn beginnt (Madhouse)
- 2005: Schwert des Schicksals – Attilas blutiges Vermächtnis (Cerberus)
- 2007: Furnace – Flammen der Hölle (Furnace)
- 2010: Aurora
- 2011: Eine Prinzessin zu Weihnachten (A Princess for Christmas)
- 2015: Eine Königin zu Weihnachten (Crown for Christmas)
- 2017: A Christmas Prince
- 2017: Eine königliche Winterromanze (A Royal Winter)
- 2018: A Christmas Prince: The Royal Wedding
- 2018: Echoes
- 2018: Prinzessinnentausch (The Princess Switch)
- 2018: Royal Matchmaker – Die königliche Heiratsvermittlerin (Royal Matchmaker)
- 2019: Weihnachten in Rom (Christmas in Rome)
- 2021: Prinzessinnentausch 3: Auf der Jagd nach dem Stern (The Princess Switch 3: Romancing the Star)
- 2021: Viel Lärm um Weihnachten (Much Ado About Christmas)